# Dobrach (Kronach)
Dobrach ist ein Gemeindeteil der Kreisstadt Kronach im Landkreis Kronach (Oberfranken, Bayern).

## Geographie
Der Weiler liegt auf einen Höhenzug, der gegen Süden zum Kleinen Roten Bühl (474 m ü. NHN) ansteigt, gegen Westen in das Tal des Stübengrabens und gegen Osten in das Tal des Fischbachs abfällt. Eine Gemeindeverbindungsstraße führt nach Hinterstöcken (0,3 km südöstlich) bzw. nach Vogtendorf zur Kreisstraße KC 12 (1,2 km nördlich).

## Geschichte
Gegen Ende des 18. Jahrhunderts gab es in Dobrach 3 Anwesen (1 Fronsölde, 2 Häuser). Das Hochgericht übte das Rittergut Fischbach in begrenztem Umfang aus. Es hatte ggf. an das bambergische Centamt Stadtsteinach auszuliefern. Die Grundherrschaft über die Anwesen hatte das Rittergut Fischbach inne.
Mit dem Gemeindeedikt wurde Dobrach dem 1808 gebildeten Steuerdistrikt Fischbach und der 1818 gebildeten Ruralgemeinde Fischbach zugewiesen. Am 1. Mai 1978 wurde Dobrach im Zuge der Gebietsreform in Bayern in Weißenbrunn eingegliedert.

### Einwohnerentwicklung
| Jahr      | 001818 | 001861 | 001871 | 001885 | 001900 | 001925 | 001950 | 001961 | 001970 | 001987 |
| Einwohner |        | 27     | 36     | 27     | 27     | 26     | 22     | 24     | 17     | 24     |
| Häuser    | 3      |        |        | 4      | 4      | 4      | 3      | 5      |        | 7      |
| Quelle    | [ 5 ]  | [ 7 ]  | [ 8 ]  | [ 9 ]  | [ 10 ] | [ 11 ] | [ 12 ] | [ 13 ] | [ 14 ] | [ 1 ]  |

## Religion
Der Ort ist seit der Reformation evangelisch-lutherisch geprägt und nach St. Jakobus (Fischbach) gepfarrt.